# Costruzioni Meccaniche Aeronautiche
La Costruzioni Meccaniche Aeronautiche Società Anonima, più nota con l'acronimo di CMASA (o C.M.A.S.A.) era una azienda aeronautica con sede a Genova, ma identificabile con le strutture di produzione site nella frazione di Marina di Pisa nel comune di Pisa.

## Storia

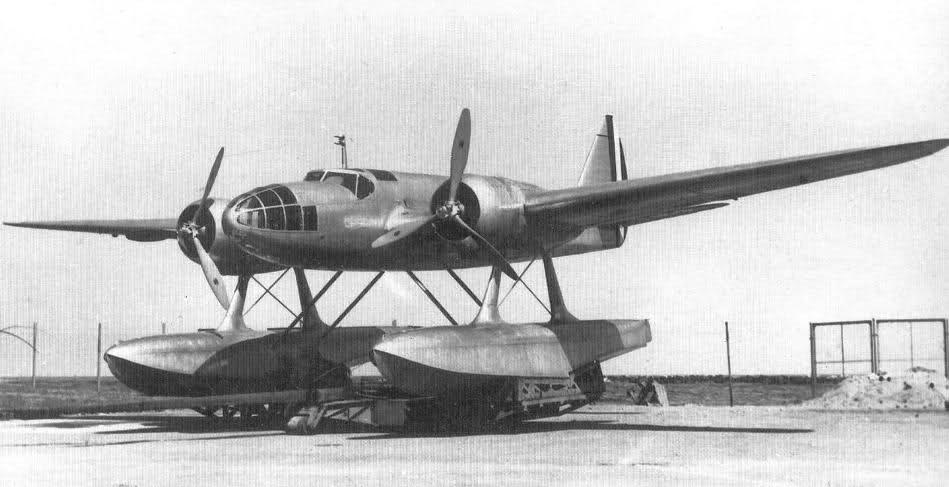
Idrovolante Fiat CMASA R.S.14

Nel 1906 viene fondata la Società in nome collettivo Cantiere Navale G. Gallinari con sede a Livorno. La Gallinari si occupava inizialmente della produzione di imbarcazioni in legno e successivamente, grazie ad un accordo con la Regia Marina,  della riparazione di navi civili e militari. Con la fine della prima guerra mondiale lo sviluppo dell'aeronautica legato alle vicende belliche si trasformò in una opportunità economica in espansione. La sempre maggiore richiesta di velivoli adatti convinse la Gallinari ad estendere la propria attività alla costruzione di idrovolanti, quindi decise di ampliare i propri stabilimenti con una nuova struttura che sorse nel 1917 a Marina di Pisa, una zona sicuramente favorevole per la sua posizione geografica, sulla foce dell'Arno, racchiusa su due lati dal fiume e dal Mar Ligure.
Nel 1921 la sezione aeronautica della Gallinari si trasformò in Società Anonima Italiana di Costruzioni Meccaniche, con sede a Pisa per assumere nel 1925 la definitiva denominazione di Costruzioni Meccaniche Aeronautiche Società Anonima con sede a Genova.
Fu in questo periodo che la Dornier-Metallbauten GmbH incaricò la CMASA di produrre il suo Dornier Do J Wal per aggirare le limitazioni imposte alla Germania dal Trattato di Versailles in seguito alla fine della prima guerra mondiale. Questo era il primo idrovolante interamente metallico prodotto in Italia nonché uno dei primi nel mondo.
Nel 1934 la Società Italiana Aviazione, consociata FIAT che seguiva il settore aeronautico, acquisì definitivamente l'azienda. Per soddisfare le commissioni da parte della Regia Aeronautica, dopo un ulteriore ampliamento delle strutture industriali, raggiunse la massima capacità produttiva durante la seconda guerra mondiale, affiancando alla costruzione di idrovolanti anche quella di aerei terrestri tra cui il Fiat G.8, il G.50bis ed il G.55. Fu di questo periodo la realizzazione del velivolo che alle volte è indicato con la doppia denominazione di Fiat CMASA R.S.14 o semplicemente Fiat R.S.14, un idrovolante progettato su richiesta della Regia Aeronautica per un ricognitore marittimo veloce.
Fu questa l'epoca d'oro per la CMASA. Lo stabilimento dal 1892 era collegato alla rete ferroviaria nazionale grazie ad un raccordo merci che in località Bocca d'Arno raggiungeva i binari della tranvia a vapore Pisa-Marina di Pisa. Nel 1932, sostituita la tranvia con la moderna ferrovia elettrica per Tirrenia e Livorno, lo stabilimento poté essere raggiunto con una fermata dedicata lungo tale linea.
La tranvia Pisa-Marina di Pisa cessò il servizio nel 1932, in conseguenza dell'inaugurazione della ferrovia elettrica Pisa-Tirrenia-Livorno, a sua volta chiusa nel 1960; anche quest'ultima presentava una stazione in corrispondenza di Bocca d'Arno.
Al termine della guerra lo stabilimento, rimasto parzialmente danneggiato dai bombardamenti, fu subito riconvertito in industria di produzione civile fino a che, nel 1953, la Fiat decise di utilizzare le strutture per la produzione di accessori per auto trasformando la denominazione dell'azienda in "Fiat-Sezione Officine di Marina di Pisa".
Gli ultimi anni dell'azienda vedono l'acquisizione nel 1974 da parte della Whitehead-Motofides S.p.A. di Livorno, sempre del gruppo Fiat ed ugualmente impegnata nella componentistica auto, a sua volta acquisita nel 1979 dalla "Gilardini S.p.A.", anch'essa facente capo all'azienda torinese.
Lo stabilimento fu definitivamente abbandonato nel 1986 quando la Fiat decise di far confluire tutta la produzione marina nel suo stabilimento di Livorno.
Il 9 ottobre 2007, si chiuse definitivamente la storia dell'azienda con l'inizio dei lavori di demolizione delle strutture abbandonate per la realizzazione del porto turistico di Pisa Bocca d'Arno, inaugurato nell'ottobre 2013.